# Trouville-sur-Mer
Trouville-sur-Mer je ribiško pristanišče, letoviško naselje in občina v severozahodnem francoskem departmaju Calvados regije Normandija. Leta 2011 je naselje imelo 4.789 prebivalcev.

## Geografija
Kraj leži v pokrajini Auge ob izlivu reke Touques v Rokavski preliv (nasproti Deauvilla), 30 km severno od Lisieuxa.

## Uprava
Trouville-sur-Mer je sedež istoimenskega kantona, v katerega so poleg njegove vključene še občine Benerville-sur-Mer, Blonville-sur-Mer, Deauville, Saint-Arnoult, Touques, Tourgéville, Villers-sur-Mer in Villerville z 20.173 prebivalci.
Kanton Trouville-sur-Mer je sestavni del okrožja Lisieux.

## Pobratena mesta
- Barnstaple (Anglija, Združeno kraljestvo),
- Vrchlabí (Češka).